# 塚田牛乳
塚田牛乳（つかだぎゅうにゅう）は、新潟県新潟市江南区に本社を置き主に乳製品を販売している企業。

## 概要
牛乳やコーヒー牛乳などの瓶・紙パック製品を製造しており、販売店を通じて主に新潟県内で宅配をしている他、学校給食用や量販店向けに商品を販売している。安全面に力を入れており、食品衛生管理手法のHACCPを新潟県内の牛乳メーカーでは最初に取得している。

## 歴史
1901年（明治34年）に、西頸城郡名立町で米麹の行商をしていた塚田甚太郎により創業。甚太郎は、15歳で1頭の乳牛を飼い、牛乳の製造販売を始め、生乳をブリキ缶に入れて長い柄杓で量り売りをして歩いた。当時は牛乳は生産量が少なく貴重品であり、「牛3頭いれば子どもを大学に出せると言われるほど価値が高かった」。
1925年（大正14年）に甚太郎は新潟市白山浦に移り、牧場で乳牛を15頭を飼い、事業拡大を目指した他、農家に牛の飼い方を指導したり牛の購入代金を貸したりして、酪農家の育成にも力を注いだ。甚太郎は「牛が好きで酪農の知識や経験が豊富だった。周囲から『牛の神様』と呼ばれていた」。
1951年（昭和26年）に法人化。
戦前から戦後にかけて新潟県内には明治乳業や森永乳業、雪印乳業などの大手メーカーが相次いで参入し、ピークの1961年（昭和36年）には246社がひしめいた。原料の生乳確保が最重要課題となり、塚田牛乳は中蒲原郡の酪農家を中心に酪農組合を独自に結成し、大手と肩を並べるほど急成長した。1964年（昭和39年）の新潟国体では、昭和天皇に牛乳を献上した。
1964年（昭和39年）の新潟地震により工場が被害を受けたが、三条や燕、長岡市などの乳業メーカーからの協力も受けて被害を克服。1967年（昭和42年）には新工場が完成して、製造設備は1日あたり30万本と、当時の北陸随一の規模を誇った。
1960年代に牛乳の宅配網を築いたことと、1964年から牛乳が学校給食に採用されたことで、経営が安定。商品もヨーグルトやコーヒー牛乳など多様化した。
1980年（昭和55年）に江南区の木津工業団地の1600平方メートルの敷地に移転したが、その後、新潟県内の牛乳の消費量が減少。塚田牛乳は紙パック用充填機をいち早く導入し、宅配を見直した他、限定商品を開発して量販店向けと差別化を図った。
2000年（平成12年）に発生した雪印集団食中毒事件を受けて、大手メーカーの工場が新潟県内から撤退、新潟県内のメーカーも廃業が進む中、売り上げの半分を占める宅配をメインにして活路を探っている。